# 薩爾科阿蒂坦
薩爾科阿蒂坦（西班牙語：Salcoatitán），是薩爾瓦多的城鎮，位於該國西部，由松索納特省負責管轄，面積18.61平方公里，海拔高度973米，2007年人口5,484，人口密度每平方公里294.68人。
13°50′N 89°45′W / 13.833°N 89.750°W